# Tideland
Tideland (Tierra de pesadillas en América Latina y España) es una película canadiense-estadounidense del 2005, dirigida por Terry Gilliam, basada en la novela homónima de Mitch Cullin.

## Sinopsis
Una pareja de drogadictos compuesta por Noah (Jeff Bridges) y su esposa (Jennifer Tilly) y su pequeña hija Jeliza-Rose (Jodelle Ferland) habitan una casa deshecha. Noah es un guitarrista pasado de moda y vive "viajando" con la droga que les  inyecta su hija a él y a su madre. Jeliza-Rose escapa de esa horrible infancia en la que vive, jugando con muñecas decapitadas y sumergiéndose en un mundo imaginario propio. Una noche, su padre le cuenta a Jeliza-Rose que tiene planeado llevársela a Jutlandia, a pesar de las negativas de su mujer. Es esa misma noche cuando la madre de Jeliza-Rose tiene una sobredosis y muere. Su padre, muy triste, le dice que al menos pueden irse ya a Jutlandia.
En el camino en autobús, Noah, que está totalmente drogado, avergüenza a su hija: comienza a gritarle cosas a Jeliza-Rose, acusándola de tirarse gases y haciendo que todos los miren. Noah vomita delante de todos y los echan del autobús. Él y su hija deben conseguir quien los recoja. Una camioneta los lleva hasta una destartalada casa de campo, donde se instala la familia. La casa pertenecía a la fallecida madre de Noah, que Jeliza-Rose nunca conoció. En su primera noche allí, Noah muere por sobredosis, igual que su mujer. Cuando Jeliza-Rose despierta, su padre ya ha muerto. Pero como Jeliza-Rose lo ha visto tumbado muchas veces por las drogas, no le importa lo ocurrido. De hecho, el cadáver de Noah queda tumbado en el sillón con sus lentes de sol durante gran parte del resto de la película, en lo que se va descomponiendo.
En sus viajes a "su mundo", Jeliza-Rose conoce a sus vecinos, Dickens (Brendan Fletcher), un hombre con la mentalidad de un niño de diez años, y su hermana Dell (Janet McTeer), una extravagante mujer que tiene un ojo ciego porque la picaron las abejas de su padre (debido a que quemó las colmenas en su infancia). La relación con sus vecinos es muy buena para Jeliza-Rose. Dickens y Dell, de hecho, le hacen la taxidermia al cuerpo de Noah, para que se mantenga preservado, igual que hicieron con su propia madre años atrás.
Jeliza-Rose y Dickens comienzan a tener un extraño sentimiento amoroso, el cual se vuelve mayor a medida que avanza la trama. Dickens le muestra a Jeliza-Rose su mayor secreto, tiene una barra de dinamita que utilizará para volar un "monstruo" que rodea la zona. El monstruo resulta ser un tren que estalla, hiriendo y matando a muchas personas. Una mujer que sobrevivió, ve a Jeliza-Rose y piensa que ella es una víctima del "accidente" y le ofrece ayuda, mientras Dell busca desesperadamente a su hermano, que desapareció en la explosión.

## Reparto
- Jodelle Ferland Como Jeliza-Rose.
- Brendan Fletcher Como Dickens.
- Janet McTeer Como Dell.
- Jennifer Tilly Como la madre de Jeliza-Rose.
- Jeff Bridges Como Noah, el padre de Jeliza-Rose.
- Dylan Taylor Como Patrick.
- Wendy Anderson Como Woman / Squirrel.
- Sally Crooks Como la madre de Dell.

## Premios y reconocimientos
Tideland fue presentada en la sección oficial del Festival de San Sebastián, donde ganó el Premio Fipresci de la crítica y también se pudo ver en la última edición del Festival de Sitges, en la sección Europa Imaginària.
- Datos: Q151884